# Green (B'z)
Green è il dodicesimo album in studio del gruppo rock giapponese B'z, pubblicato nel 2002.

## Tracce
1. Stay Green ~Mijyuku na Tabi wa Tomaranai~ – 3:08
2. Atsuki Kodō no Hate (熱き鼓動の果て) – 4:05
3. Warp – 3:48
4. Signal – 4:17
5. Surfin' 3000GTR – 3:47
6. Blue Sunshine – 3:49
7. Ultra Soul – 3:38
8. Utsukushiki Sekai (美しき世界) – 4:42
9. Everlasting – 3:38
10. Forever Mine – 3:38
11. The Spiral – 3:26
12. Go★Fight★Win – 3:15

## Formazione
- Koshi Inaba
- Takahiro Matsumoto